# 外国のエージェント
外国のエージェント（がいこくのエージェント）、もしくは外国の代理人（がいこくのだいりにん）は、一般的に外交使節の一員である外交官（公務員）として働く人に提供される保護・特権の範囲外で、外国の利益を積極的に遂行する個人または機関のこと。
外国のエージェントは、受入国の市民である場合もある。現代英語では、この用語は一般に軽蔑的な意味合いが含まれる。水面下の（秘密裡の）外国のエージェントは、シークレット・エージェントとも呼ばれ、国によってはスパイ活動・諜報に従事していると推定される。

## 法律上の定義
一部の国では、明白に表立って活動する外国の代理人の活動を合法化するための正式な手続きが存在する。一例としては、1938年の米国連邦法の外国代理人登録法（FARA）で、その準拠法では「外国の代理人」詳細な定義がなされている。外国のエージェントを対象とする法律は国によって大きく異なり、それぞれの国益に基づいて、その選択的な法の適用と執行が行われる場合がある。例えば、外国代理人登録法はアメリカ政府に好意的でない国を標的にする傾向があると批判されている。
2012年のロシア外国代理人規制法の下では、非政府組織は「政治活動」に従事するか外国からの資金を受け取った場合、すべての対外コミュニケーションにおいて自らを「外国の代理人」と称するよう義務づけられている。ロシア語での外国の代理人（Иностранный агент）という言葉は、ソ連時代には「外国のスパイ」を意味する蔑称だったことから、同法は国内外から批判を受けた。実際にソ連時代の人権抑圧を告発していたメモリアルが、同法により解散に追い込まれている。
2024年5月、ジョージアではグルジアの夢＝民主グルジアが中心となって、ロシアと同様に外国の代理人の登録を義務付ける「外国の代理人登録法」を提出し、同月15日に法案を成立させている。カナダ議会も2024年6月に外国干渉対策法（C-70法案）を可決した。